# Стремоухово
Стремоухово — деревня в Волоколамском районе Московской области России. Относится к Спасскому сельскому поселению. Население — 2 чел. (2010).

## География
Деревня Стремоухово расположена на западе Московской области, в западной части Волоколамского района, примерно в 7 км к юго-западу от города Волоколамска, у истоков реки Щетинки бассейна Рузы. К деревне приписано три садоводческих товарищества. Ближайшие населённые пункты — деревни Горбуново, Дубосеково и Сафатово.

## Население
| 1852 | 1859 | 1899 | 1926 | 2002 | 2006 | 2010 |
| ---- | ---- | ---- | ---- | ---- | ---- | ---- |
| 61   | ↗105 | ↗137 | ↘113 | ↘11  | ↘3   | ↘2   |

## История
Стромоухово, деревня 1-го стана, Прокоповича-Антонского, Антона Антоновича Действительного Статского Советника, крестьян 37 душ мужского пола, 24 женского, 9 дворов, 110 верст от столицы, 9 от уездного города, между Можайским и Зубцовским трактами.— Нистрем К. Указатель селений и жителей уездов Московской губернии, 1852 г.
В «Списке населённых мест» 1862 года — владельческая деревня 1-го стана Волоколамского уезда Московской губернии по правую сторону Московского тракта, от границы Зубцовского уезда на город Волоколамск, в 10 верстах от уездного города, при речке Щетинке, с 12 дворами и 105 жителями (56 мужчин, 49 женщин).
По данным на 1899 год — деревня Тимошевской волости Волоколамского уезда с 137 душами населения.
В 1913 году — 20 дворов.
По материалам Всесоюзной переписи населения 1926 года — центр Стремоуховского сельсовета Тимошевской волости в 4,79 км от Осташёвского шоссе и 12,86 км от станции Волоколамск Балтийской железной дороги, проживало 113 жителей (46 мужчин, 67 женщин), насчитывалось 23 крестьянских хозяйства.
С 1929 года — населённый пункт в составе Волоколамского района Московского округа Московской области. Постановлением ЦИК и СНК от 23 июля 1930 года округа как административно-территориальные единицы были ликвидированы.
1929—1939, 1957—1963, 1965—1972 гг. — деревня Горбуновского сельсовета Волоколамского района.
1939—1957 гг. — деревня Горбуновского сельсовета Осташёвского района.
1963—1965 гг. — деревня Горбуновского сельсовета Волоколамского укрупнённого сельского района.
1972—1994 гг. — деревня Кармановского сельсовета Волоколамского района.
В 1994 году Московской областной думой было утверждено положение о местном самоуправлении в Московской области, сельские советы как административно-территориальные единицы были преобразованы в сельские округа.
1994—2006 гг. — деревня Кармановского сельского округа Волоколамского района.
С 2006 года — деревня сельского поселения Спасское Волоколамского муниципального района Московской области.